# Johannes Schumann (Politiker)
Johannes Schumann (* 15. März 1782 in Rhoden; † 12. November 1856 in Bringhausen)  war ein deutscher Bürgermeister und Mitglied des Landstandes des Fürstentums Waldeck.

## Leben
Johannes Schumann wurde als Sohn des Rhodener Bürgermeisters Johann Jacob Schumann (1749–1801) und dessen Ehefrau Susanne Catharine Fischer (1759–1829) geboren.
Er war in der väterlichen Bäckerei tätig und betrieb eine Kellerwirtschaft.
1816 wurde er wegen wiederholter Steuerhinterziehung zu einer zweijährigen Gefängnisstrafe auf Schloss Waldeck verurteilt. Zugleich wurde ihm das Recht des Ausschanks von Wein entzogen sowie der Branntwein konfisziert. 
Jahresanfang 1822 wurde er zum Bürgermeister in Rhoden gewählt. Er blieb bis zum Jahresanfang 1823 in diesem Amt.
Zur selben Zeit war er als Nachfolger von Wilhelm Schaake Mitglied im  Landtag Waldeck. Sein Nachfolger im Amt wurde Heinrich Gercke.